# الصويتية
مركز الصويتية  غرب منطقة القصيم ويقع على الطريق الرابط بين القصيم و مكة المكرمة

## التاريخ
الصويتية تقع على طريق الحجاز القديم الرابط بين مكة المكرمة القصيم شمال مدينة الشبيكية وتبعد عن وادي الداث 2 كم ونزلها قوم من الاشدة من بني عمرو وتقع جنوب غرب القصيم وتابعة لمحافظة النبهانية ويحدها من الغرب الداث ومن الجنوب الشعيفانية والاسامر

## السكان
يبلغ عدد سكان الصويتية 2.000 نسمة وسكانها هم الصوتان من الاشدة من بني عمرو من حرب

## الموقع الجغرافي
تقع غرب منطقة القصيم وتبعد عن مدينة بريدة 125 كم . وعن محافظة الرس 40 كم. وتبعد عن الشبيكية 70 كم .

## المناخ
المناخ قاري صحراوي، حار جاف صيفًا بارد مُمطر شتاء وتبلغ درجة الحرارة صيفًا 45°م، وفي الشتاء تصل 3- مادون الصفر ومتوسط سقوط المطر